# Club Jorge Newbery (Junín)
El Club Jorge Newbery es un club de fútbol argentino, de la ciudad de Junín, provincia de Buenos Aires. Fue fundado el 13 de enero de 1913 y actualmente disputa en la Liga Deportiva del Oeste. 
Destaca el haber participado en la Primera División de Argentina, en el Campeonato Nacional de 1974, torneo donde le ganó al Club Atlético River Plate por la octava fecha. El equipo de Junín también ha disputado otros torneos nacionales como la Copa Argentina, el Torneo Argentino A, el Torneo Argentino B, Torneo Federal B, Torneo Argentino C y la Liga Deportiva del Oeste, de la cual es el mayor galardonado hasta la fecha con 27 campeonatos.
El equipo obtuvo la «Declaración interés municipal», debido a su extensa e importante trayectoria como club de fútbol. Es ampliamente conocido en el medio futbolístico por el apodo de El Aviador y los colores que identifican al primer equipo son azul y blanco.

## Historia
Club Jorge Newbery de Junín se fundó el 13 de enero de 1913, en la ciudad de Junín, provincia de Buenos Aires. Exactamente siete personas fueron las encargadas de promover y gestionar la institución deportiva. A mediados de la década de 1910, el club se afilió a la Liga Deportiva del Oeste. El club también incorporó otras actividades deportivas como el voleibol, la natación, el hockey, entre otras, siendo el fútbol la más destacada.
La época más importante la vivió en 1974, después de clasificar por primera vez en su historia a la Primera División de Argentina, un hecho que fue celebrado por la ciudad, los simpatizantes y todos los seguidores de club. En aquel campeonato, el club integró el grupo B junto a otros equipos de renombre como Club Atlético River Plate, Club Atlético Newell's Old Boys, entre otros. Terminó en la octava posición del grupo, con un balance de dos partidos ganados, nueve empatados y siete perdidos, para un total de trece puntos. Uno de los hechos más relevantes del campeonato fue el haber ganado a River Plate 1-0, un registro positivo que se vivió en el estadio Eva Perón. en el Nacional de 1974, y también le ganó a Banfield 2-1 en Junín en el Nacional de 1975.
En tiempos más recientes, participó del Torneo Argentino/Federal B en las ediciones 2013/14 y 2017, y también participó en las ediciones 2013/14 y 2014/15 de la Copa Argentina de Fútbol, siendo eliminado en ambas en la fase preliminar regional, en su primer partido contra Deportivo Camioneros y Club Rivadavia de Lincoln respectivamente. Tras haber ganado el Clausura 2023 y el Apertura 2024 de la Liga Deportiva del Oeste, clasificó por mérito deportiva a la edición 2024-25 del Torneo Regional Federal Amateur, quedando eliminado en la segunda ronda por penales ante Deportivo General Pinto.

## Trayectoria

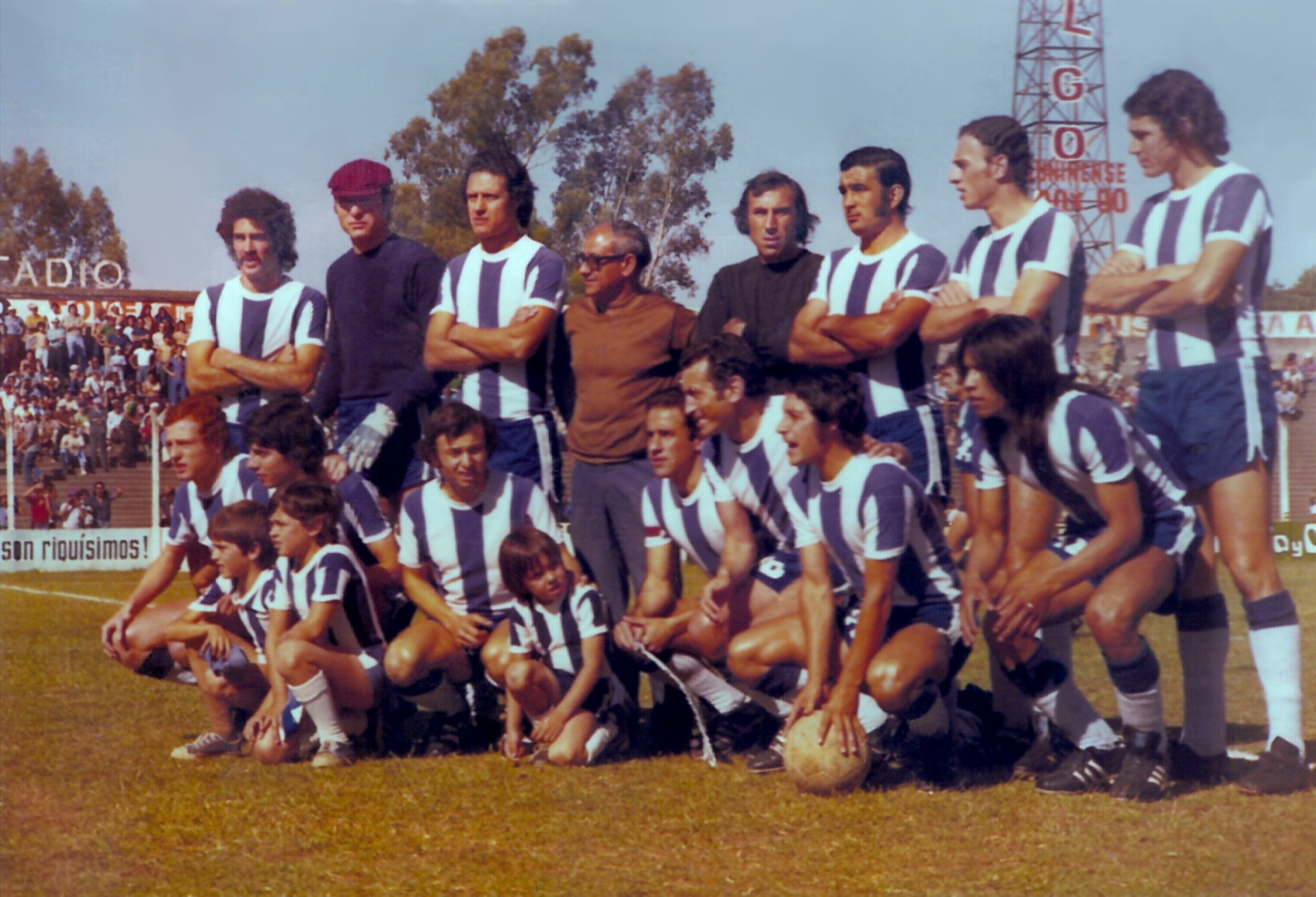
Club Jorge Newbery en 1975.

Participaciones en torneos nacionales y regionales:
- Primera División de Argentina[15]
- Copa Argentina[9]
- Torneo Argentino B[10]
- Torneo Federal B[11]
- Torneo Argentino C[12]
- Liga Deportiva del Oeste
- Torneo Regional Federal Amateur

Datos de interés
- Primer club de Junín en disputar un campeonato de Primera División de AFA.[3]
- Único club en ganar ocho campeonatos consecutivos de la Liga Deportiva del Oeste.[3]
- Club con mayor cantidad de torneos Primera División de la Liga Deportiva del Oeste ganados (27) y con mayor cantidad de torneos regionales ganados (incluyendo torneos nocturnos no oficiales e interligas, 32).

## Rivalidades
Su clásico rival es el Club Atlético Rivadavia de Junín, contra el que disputa uno de los llamados "Clásicos de Junín". También son considerados clásicos los enfrentamientos contra Sarmiento y Mariano Moreno, motivados principalmente por sus logros deportivos y por la supremacía dentro del fútbol juninense.

## Palmarés

### Torneos regionales
- Liga Deportiva del Oeste (27): 1918, 1922, 1923, 1924, 1926, 1969, 1972, 1973, 1974, 1975, 1976, 1977, 1978, 1979, 1997 (clausura), 1998 (clausura), 2001 (apertura), 2004 (clausura), 2005 (apertura), 2005/06 (nocturno), 2006/07 (nocturno), 2010/11 (nocturno), 2014/15 (nocturno), 2017 (apertura), 2018 (clausura), 2023 (clausura), 2024 (apertura).[17][3]
- Torneos nocturnos no oficiales (2): 1990, 1991.
- Torneos Interligas (3): 2004, 2005, 2012.